# Facteur (psychométrie)
 (août 2019).
Si vous disposez d'ouvrages ou d'articles de référence ou si vous connaissez des sites web de qualité traitant du thème abordé ici, merci de compléter l'article en donnant les références utiles à sa vérifiabilité et en les liant à la section « Notes et références ».
Les facteurs en psychométrie sont des valeurs numériques données par le résultat de tests permettant de mesurer de manière quantitative le niveau et la puissance d'une capacité intellectuelle prédéterminée par le test. Le plus connu des facteurs est le facteur g. Or, il existe d'autres facteurs.

## Différents facteurs
- Facteur g : général (Charles Spearman)

- Facteur c : cognitif - rapidité, originalité (Garnett)
- Facteur w : non cognitif - maîtrise de soi, personnalité volontaire (Webb).
- Facteur p : persévérance
- Facteur o : oscillation
- Facteurs de groupe : logique, mécanique, psychologique, arithmétique, mémoire (Spearman)
- Éléments s : spécifiques - sans lien avec les facteurs

- Facteurs de Louis Leon Thurstone : P vitesse perceptive, N numérique, W fluidité verbale (produire vite), V verbal, S spatial, M mémoire et R raisonnement.